# Jüdischer Friedhof (Bad Sobernheim)

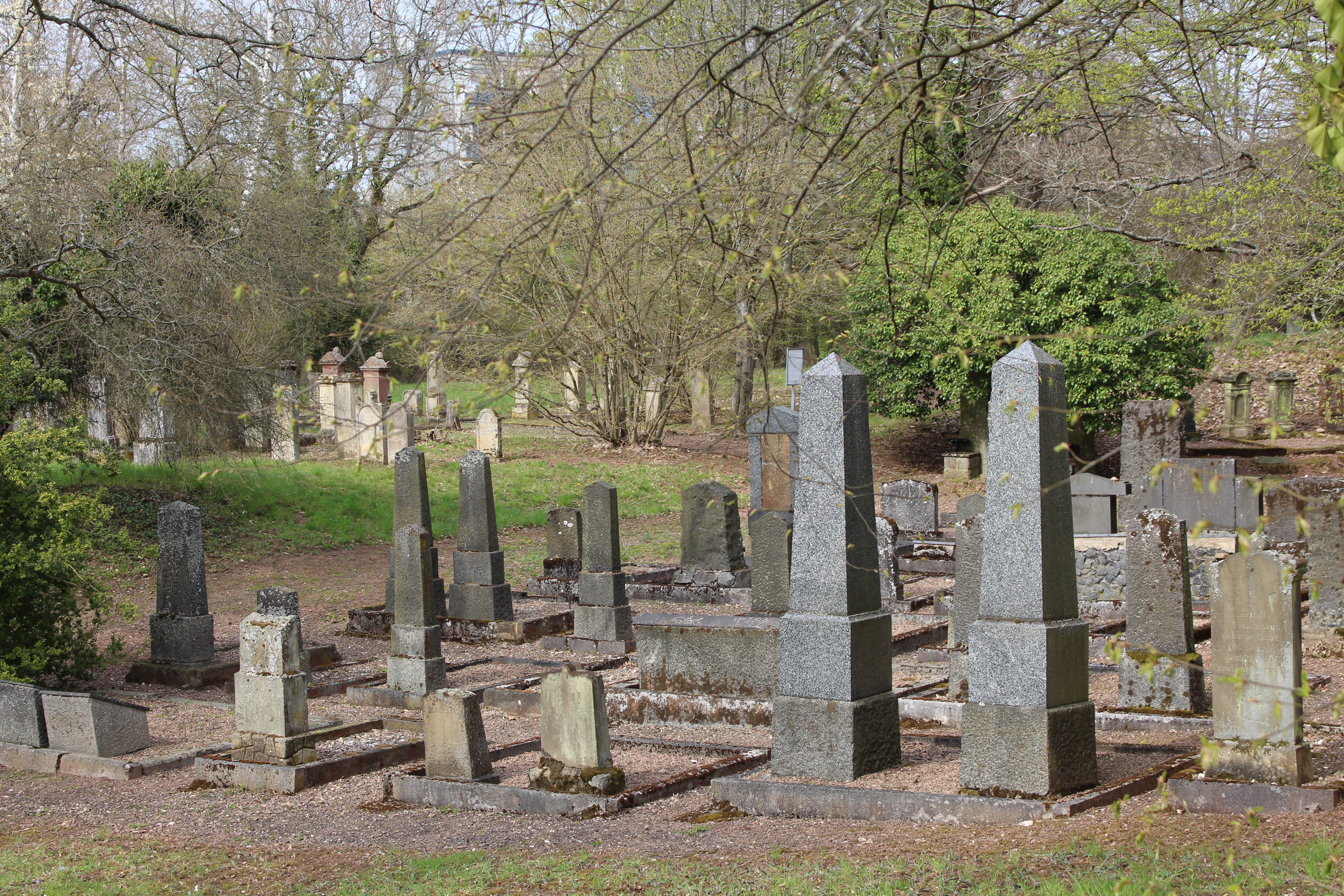
Jüdischer Friedhof, Bad Sobernheim

Der Jüdische Friedhof Bad Sobernheim ist ein Friedhof in der Stadt Bad Sobernheim im Landkreis Bad Kreuznach in Rheinland-Pfalz. 
Der jüdische Friedhof liegt „Auf dem Domberg“, der älteste Teil vermutlich auf dem mittleren Wall der Anlage. Mit einer Fläche von 6979 m² ist er der zweitgrößte im Landkreis Bad Kreuznach.
Auf dem Friedhof befinden sich ca. 140 Grabsteine. Die erste Bestattung fand vermutlich vor dem Jahr 1800 statt. Im Jahr 1856 wurde der Friedhof erweitert. Die letzte Bestattung erfolgte im Jahr 1941.
Bis zum Jahr 1983 wurde der Friedhof mehrfach verwüstet, im Jahr 1997 wurde er geschändet.